# 다와라촌 (오사카부)
다와라촌(일본어: 田原村)은 일본 오사카부 기타카와치군에 설치되었던 촌이다. 현재의 시조나와테시 동부에 해당한다.